# Danny Heden
Danny Heden (Zwolle, 11 juli 1990) is een Nederlands volkszanger. Hij zingt veelal vrolijke liederen die veelal gaan over de liefde.

## Biografie
Op jonge leeftijd zong Danny al veel bij piratenfeesten en cafés. Velen zeiden dat hij  meer met zijn zangcapaciteiten moest doen. Daarom bracht hij in januari 2007 twee singles uit: Vrouw van mijn dromen en Kus me. Vooral de eerste werd een succes.
In september 2007 kwam zijn single Een nacht met jou uit. In februari 2008 volgde Zou jij bestaan.

## Discografie

### Singles
| Single met eventuele hitnotering(en) in de Nederlandse Top 40 | Datum van verschijnen | Datum van binnenkomst | Hoogste positie | Aantal weken | Opmerkingen                 |
| ------------------------------------------------------------- | --------------------- | --------------------- | --------------- | ------------ | --------------------------- |
| Beschuitje                                                    | 2010                  | -                     |                 |              | Nr. 72 in de Single Top 100 |
| Een zomer lang                                                | 2013                  | -                     |                 |              | Nr. 76 in de Single Top 100 |